# Državna cesta D29
D29 je državna cesta u Hrvatskoj. Ukupna duljina iznosi 49,8 km.